# Dương xỉ rắn chuông
Dương xỉ rắn chuông (tiếng Anh: rattlesnake fern) là tên thường gọi một loài cây dương xỉ, có danh pháp khoa học là Botrypus virginianus (L, 1753) do C. Linnê mô tả đầu tiên, sau được André Michaux phân loại lại và đặt tên như ngày nay. Đây là một loài thực vật thân thảo,  nhưng sống nhiều năm, thuộc họ Ophioglossaceae (dương xỉ lưỡi rắn). Nó được chú ý vì là loài duy nhất trong chi Botrypus, có số lượng  nhiễm sắc thể khá lớn liên quan tới bộ gen cũng như quá trình hình thành loài trong lịch sử tiến hoá của thực vật theo phương thức đa bội hoá. Tên "rattlesnake fern" (dương xỉ rắn chuông) được đặt do ở nhiều vùng thuộc Bắc Mỹ, địa điểm nào có loài cây này thì thường hay gặp rắn chuông.

## Mô tả
- Đây là một loài cây thấp, phần gốc (dưới tán lá) chỉ cao khoảng 5 đến 20 cm (2-8 inch), càng sát đất càng mang sắc màu đỏ, càng cao hơn càng có sắc lục như các cành và lá.
- Lá hình tam giác, dài từ 10 đến 25 cm (4-10 inch), mỗi lá có tới 12 cặp lá chét. Lá mỏng, màu lục sáng, hẹp hình mũi mác, thon dần đến ngọn. Gân là khá tự do, thường được giữ ngang hoặc gần ngang với mặt đất. Lá và thân không có lông.[3]
- Thân và lá cây mọng nước, nên nhiều người ở dãy Himalaya đã sử dụng để lấy nước khi khan hiếm và làm rau để luộc ăn. Cây cũng đã được sử dụng làm thảo dược, chẳng hạn ở Ấn Độ nó thường được dùng điều trị bệnh kiết lỵ.[4]

## Vòng đời
- Như các loài dương xỉ khác, loài này có sự xen kẽ thế hệ (metagenesis) trong quá trình phát triển cá thể (xem sơ đồ ở dưới).
- Cụm bào tử ở thể bào tử phân nhánh, phát sinh từ gốc của lá, cuống giữa như là cành mọc nối từ trục thân. Mỗi cây có thể có năm, sáu cụm bào tử hoặc nhiều hơn, đều mọc ở đỉnh. Mỗi cụm chứa hàng trăm túi màu lục, trong chứa nhiều bào tử. Khi cụm bào tử chín, các bào tử chuyển sang màu nâu.

## Phân bố
- Loài có phạm vi phân bố rộng, có rất nhiều ở Hoa Kỳ, ở vùng núi Mêxicô, Úc, ở một số vùng ở Châu Á, cũng được tìm thấy ở Na Uy, vùng Karelia (Phần Lan) và Nga, quanh Vịnh Bothnia, nhưng lại vắng bóng ở các vùng khác thuộc châu Âu.
- Dương xỉ rắn chuông là loài cây ưa bóng, thường chỉ phát triển trong bóng râm ở các khu rừng ẩm ướt, dày đặc, thường chết khi phải chịu ánh sáng mặt trời trực tiếp.[5]
- Tuy là cây trên cạn, nhưng cũng đã phát hiện chúng sống ở môi trường nước.

## Di truyền
- Ngoài bộ gen cử Dương xỉ, nghiên cứu gần đây đã xác định rằng các gen ở ty thể là chimera di truyền từ một số trong Bộ Đàn hương kí sinh như loài tầm gửi, đã chuyển sang bộ gen ty thể của nó sang loài dương xỉ này.[6] Đây là kiểu tiến hóa theo dòng ngang.
- Ngoài ra, loài thực vật này là chị em với tất cả các loài thực vật Botrychioid khác, ngoại trừ B. virginianus, nên nó phải được tách thành một chi riêng.[7]
- Thể bào tử có bộ lưỡng bội là 184 nhiễm sắc thể.[8]

## Hình ảnh khác

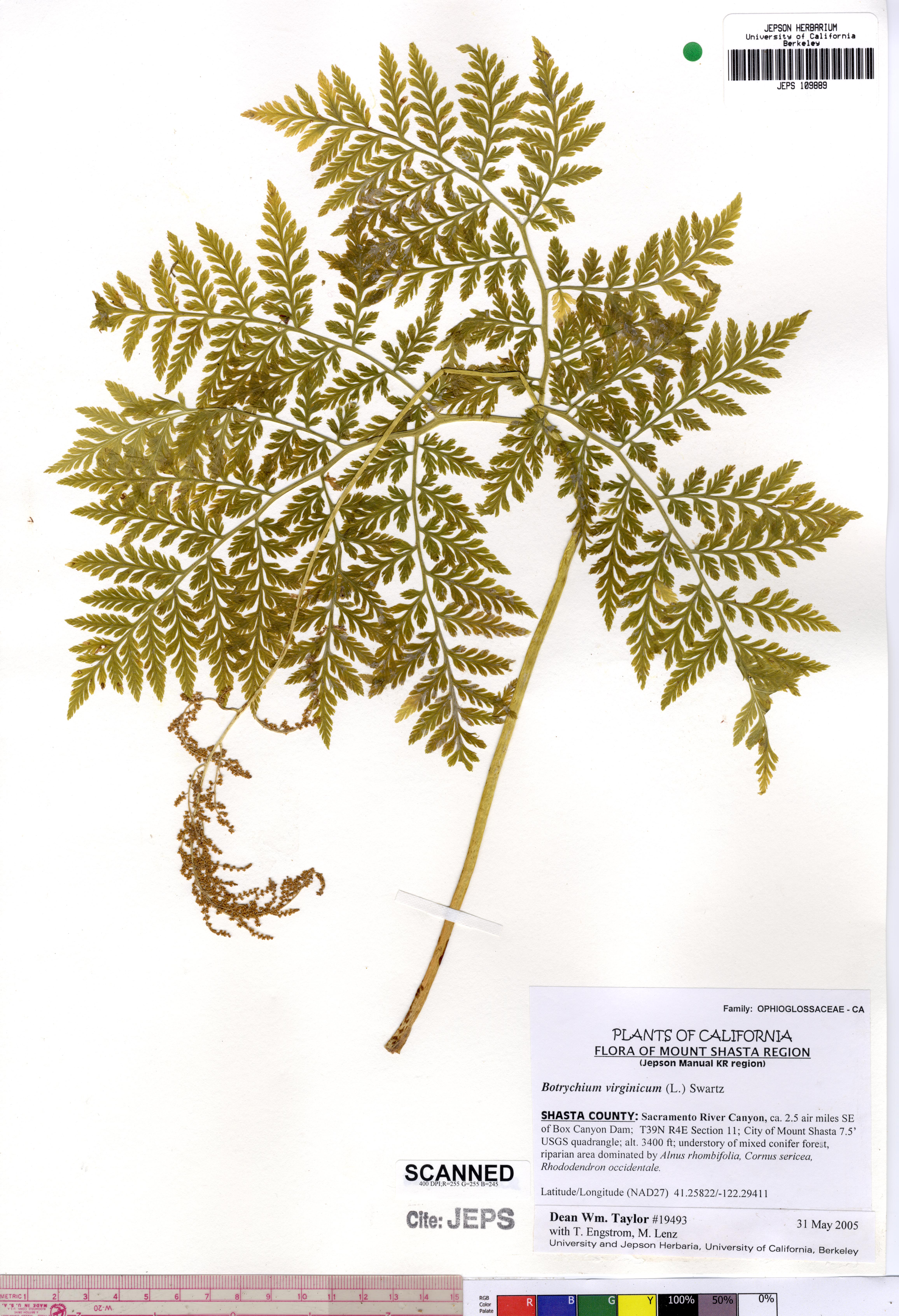
Mẫu lá dương xỉ rắn chuông.
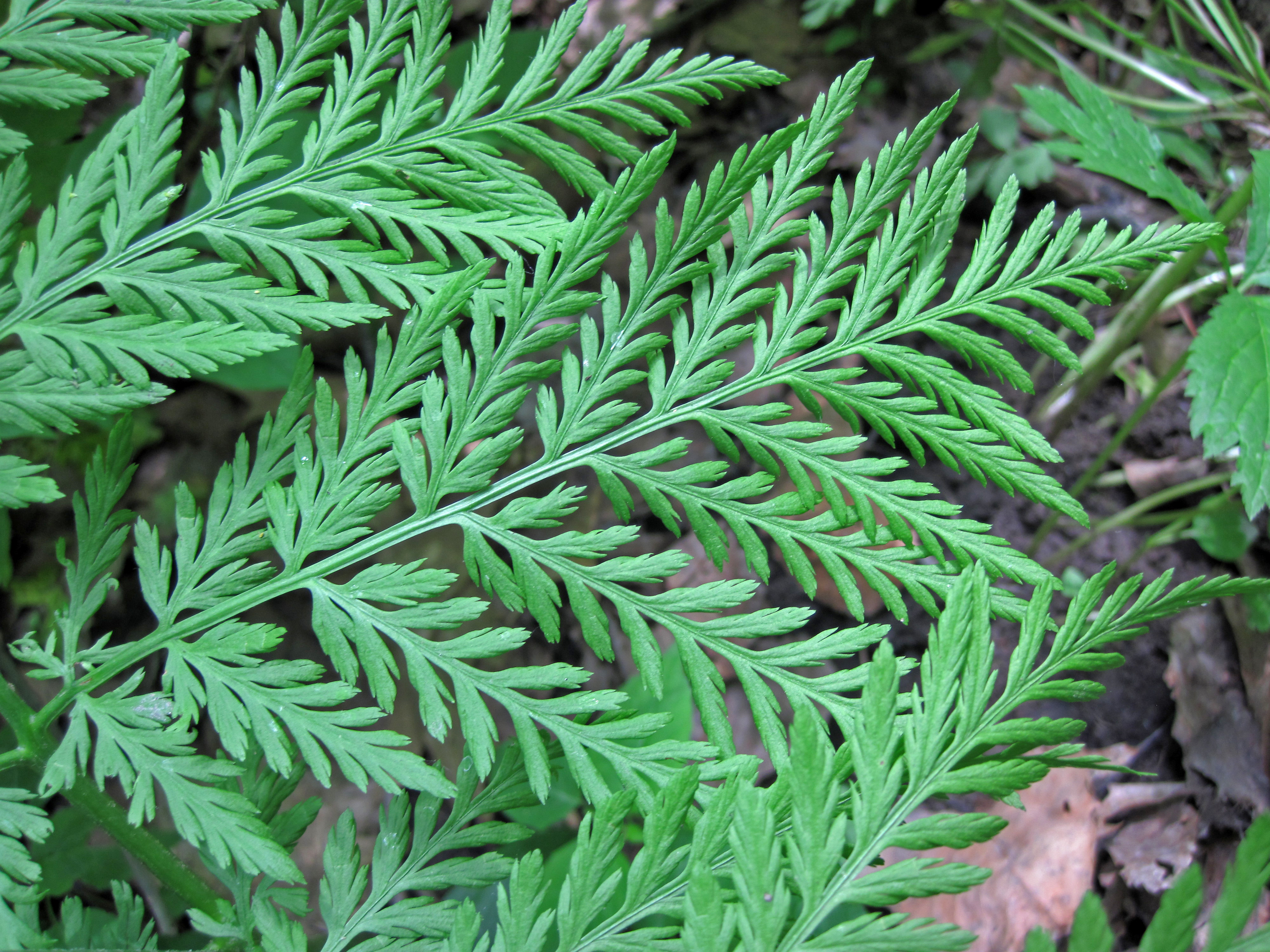
Lá của dương xỉ rắn chuông.
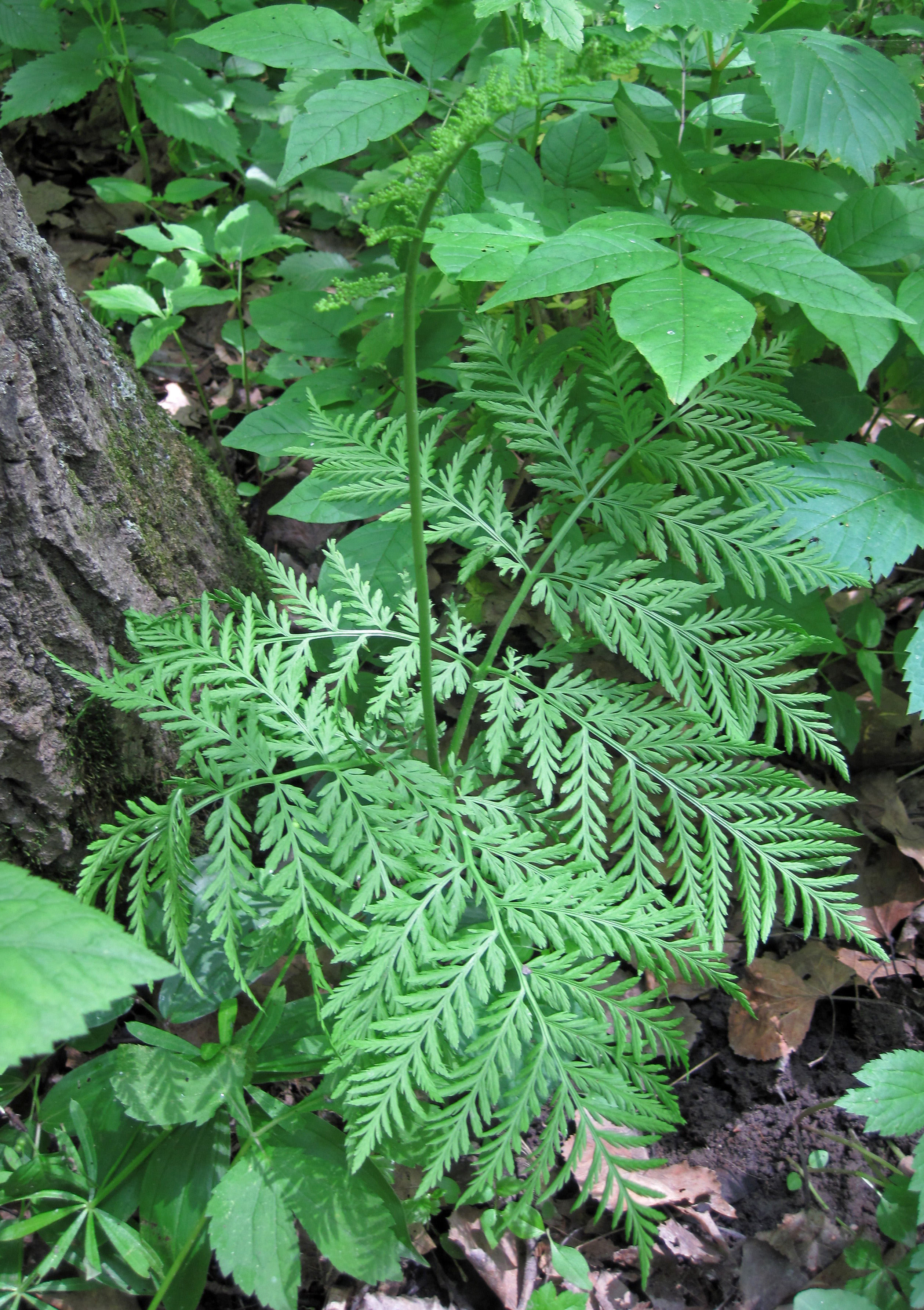
Một cây dương xỉ rắn chuông ở Wisconsin, Hoa Kỳ (3/6/2015).
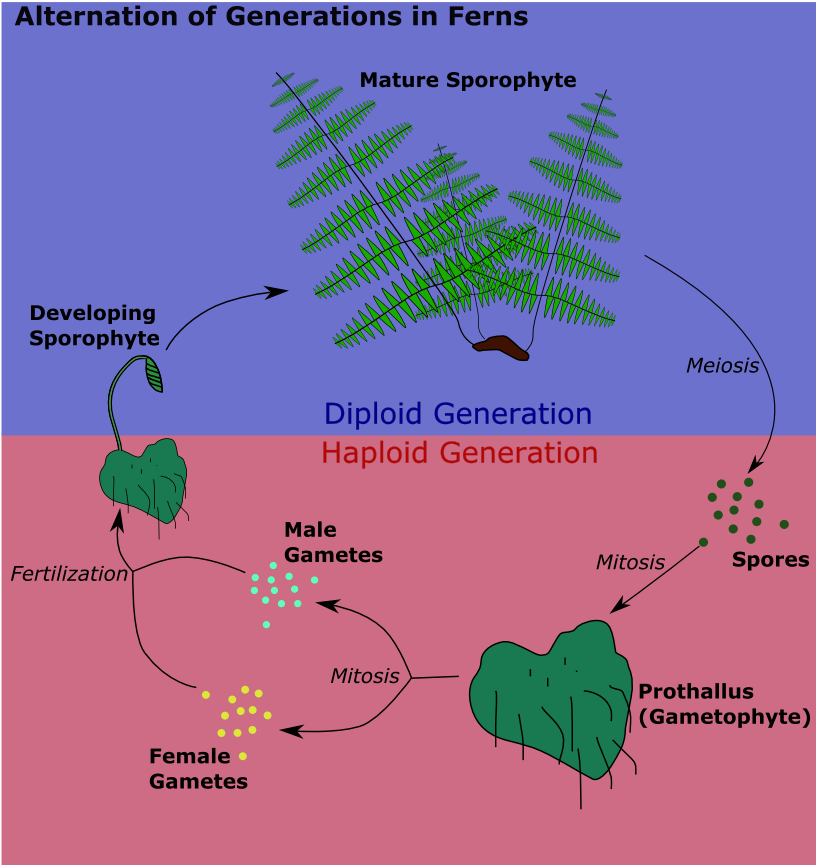
Vòng đời của Dương xỉ nói chung
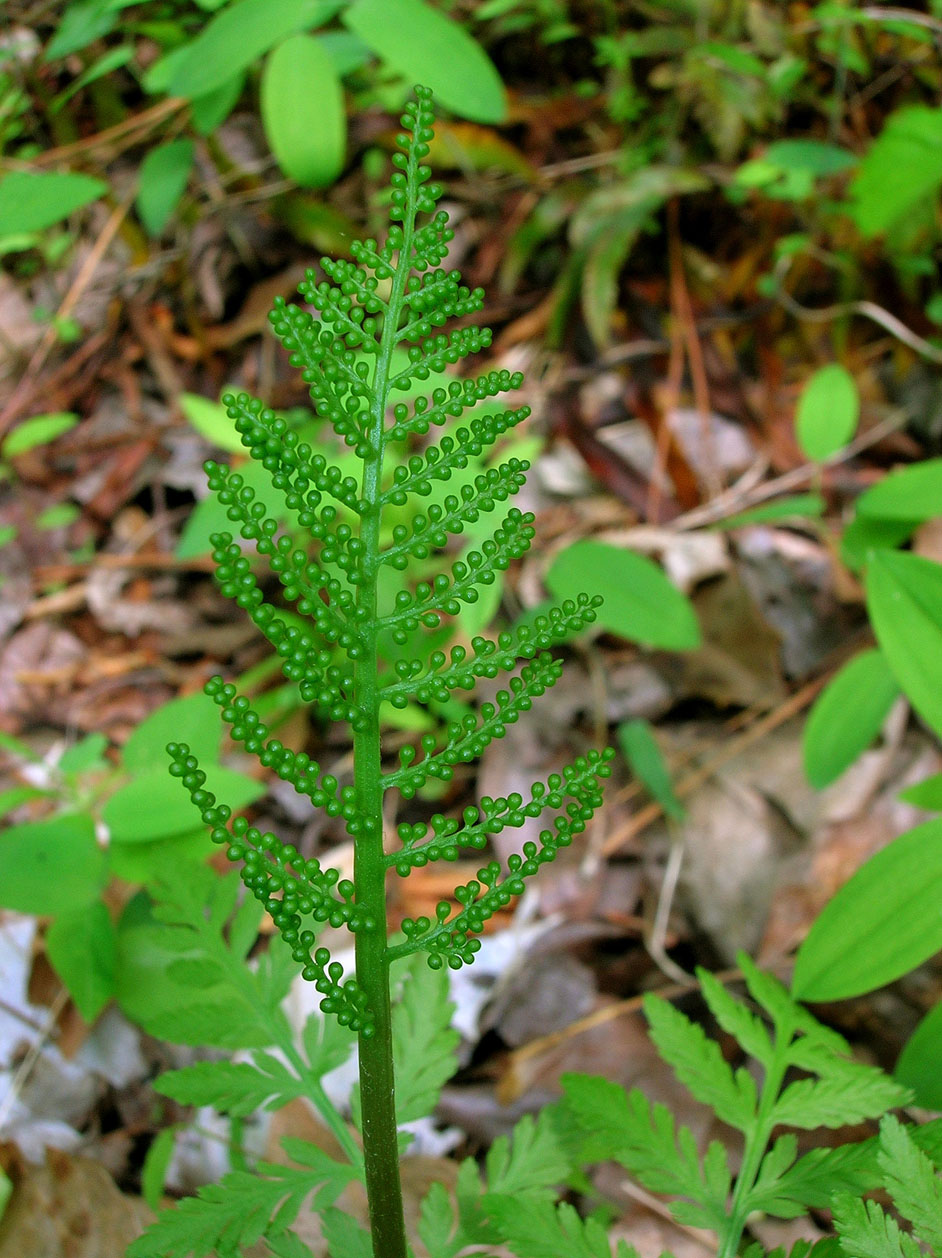
Bào tử ở mặt sau của lá cây Botrypus virginianus